# Itayanagi
Itayanagi (jap. 板柳町 Itayanagi-machi) – miasto w Japonii, w północnej części wyspy Honsiu (Honshū), w prefekturze Aomori. Ma powierzchnię 41,88 km². W 2020 r. mieszkało w nim 12 700 osób, w 4 459 gospodarstwach domowych  (w 2010 r. 15 227 osób, w 4 757 gospodarstwach domowych) .

## Historia
10 marca 1955 roku do Itayanagi przyłączono sąsiednie wsie: Hataoka, Koami i Arakawa.

## Geografia
Miasteczko położone jest w środkowo-zachodniej części prefektury. Zajmuje powierzchnię 41,88 km².
Przez Itayanagi przebiegają: droga krajowa 339 oraz linia kolejowa Gonō-sen ze stacją Itayanagi.

Itayanagi w prefekturze Aomori

## Demografia
Według spisu ludności z 2010 roku miasto zamieszkiwało 15 227 osób .
| 1995   | 2000   | 2005   | 2010   | 2015   | 2020   |
| ------ | ------ | ------ | ------ | ------ | ------ |
| 17 320 | 16 840 | 16 222 | 15 227 | 13 935 | 12 700 |